# Antineoplaston
Se conoce como antineoplaston a unos péptidos con supuesta actividad antineoplásica (anticancerosa).

## Historia
En 1976, el doctor Stanisław Burzyński (1943-), polaco naturalizado estadounidense, observó actividad antineoplásica in vitro en mezclas extraídas de la sangre de biomoléculas de bajo peso molecular, principalmente aminoácidos y péptidos, pero sobre todo fenilacetato, un metabolito derivado de la fenilalanina.
Los antineoplastos fueron extraídos primero de la sangre, pero según Burzyński pueden extraerse también de la orina, lo que resulta más factible en la práctica.
Desde muy pronto inició su utilización experimental, montando una clínica privada en la que se han realizado todas las investigaciones posteriores sobre este tema, por él mismo y sin colaboración con equipos externos.
Durante los años 1990 se puso en marcha un ensayo en colaboración con la Clínica Mayo, pero se interrumpió por desacuerdos sobre la dirección del estudio, aunque se obtuvieron y publicaron algunos resultados.
La base de datos Medline, accesible libremente a través del servicio PubMed, muestra 90 registros con la palabra «antineoplaston», de los cuales 38 están firmados por S. Burzyński; muchos de los restantes son comentarios críticos. Los ensayos son de metodología dudosa y no han producido resultados palpables, lo mismo por otra parte que con otras sustancias cuyos resultados in vitro parecían prometedores. 
Los ensayos son numerosísimos, y ningún otro investigador estadounidense ha llegado a tener en marcha tantos ensayos registrados a la vez.[cita requerida]
Se ha propuesto que estos estudios se han utilizado como forma de administrar y cobrar por los tratamientos a los pacientes.[cita requerida]
Los ensayos son de metodología dudosa y no han producido resultados palpables.[cita requerida]
Burzyński ganó notoriedad en 1988, cuando apareció en un programa de televisión acompañado de cuatro pacientes que declararon haber sido curados por sus métodos, después de que hubiera fracasado la quimioterapia o la radioterapia y le dijeran que su enfermedad ya no tenía solución y que iban a morir en muy poco tiempo.[cita requerida]
Burzyński fue demandado en innumerables ocasiones por la FDA y por el Instituto Nacional del Cáncer.[cita requerida]

## Bioquímica
El fundamento de esta terapia sería un hipotético sistema bioquímico de inmunidad, distinto del sistema inmune conocido, que por medio de ciertos compuestos, los antineoplastos, podría «reprogramar» a las células cancerosas.[cita requerida]
La definición bioquímica de los antineoplastos es compleja. Burzynski los obtuvo primero de sangre y luego de orina de individuos sin cáncer. También desarrolló técnicas para la elaboración sintética del antineoplaston que llamó A10. Lo que obtenía por extracción eran mezclas complejas, como la que llamó antineoplaston A, dividido luego en A1, A2, A3, A4 y A5, todavía mezcla de varias sustancias. Un componente de A2, llamado A10 por Burzynski, resultó ser según su propia determinación, 3-fenil-acetiamín-O-2,6-piperidín-diona (PAPD),
Los dos antineoplastos objeto de mayor utilización e investigación son A2-1 y A10.

## Efectos secundarios
El tratamiento de Burzyński implica la ingestión de grandes cantidades diarias de su preparado, entre un 0,5 y un 2 % del peso del paciente, y produce algún desequilibrio fisiológico. En particular, produce hipernatremia (exceso de Na+ en sangre) a la mayoría de los pacientes por deshidratación,  por lo que su calidad de vida solo se ve perjudicada en que deben beber abundante agua.